# Arquidiócesis de Changsha
La arquidiócesis de Changsha (en latín: Archidioecesis Ciamsciavensis y en chino: 天主教长沙总教区) es una circunscripción eclesiástica de la Iglesia católica en China. Se trata de una arquidiócesis latina, sede metropolitana de la provincia eclesiástica de Changsha. Desde el 25 de abril de 2012 su arzobispo es Methodius Qu Ailin, aunque para el Anuario Pontificio está vacante desde el 20 de febrero de 1976. La Asociación Patriótica Católica China redujo la arquidiócesis a diócesis de Changsha en fecha no precisada, luego, en 1991, efectuó un reordenamiento de sus límites, y en 1999 la fusionó en su nueva diócesis de Hunán, junto con las diócesis de Changde, Hengzhou, Yuanling y las prefecturas apostólicas de Yueyang, Yongzhou, Xiangtan, Lizhou y Baoqing, sin asentimiento de la Santa Sede.

## Territorio y organización
La arquidiócesis tiene 22 820 km² y extiende su jurisdicción sobre los fieles católicos de rito latino residentes en parte de la provincia de Hunán.
La sede de la arquidiócesis se encuentra en la ciudad de Changsha, en donde se halla la Catedral de la Inmaculada Concepción. 
La arquidiócesis tiene como sufragáneas a las diócesis de: Changde, Hengzhou y Yuanling.
En 1950 en la arquidiócesis existían 11 parroquias.

## Historia
El vicariato apostólico de Hunán fue erigido el 2 de abril de 1856 con el breve Suscepti cura del papa Pío IX, derivando el territorio del vicariato apostólico de Hupeh y Hunan (hoy arquidiócesis de Hankou).
El 19 de septiembre de 1879 cedió partes de su territorio para la erección del vicariato apostólico de Hunán Septentrional (hoy diócesis de Changde) y al mismo tiempo asumió el nombre de vicariato apostólico de Hunán Meridional. El 3 de diciembre de 1924 cambió su nombre por el de vicariato apostólico de Changsha en virtud del decreto Vicarii et Praefecti de la Congregación de Propaganda Fide.
El 7 de julio de 1900 el vicario apostólico Antonino Fantosati fue asesinado durante un motín. Fue beatificado por el papa Pío XII y canonizado por el papa Juan Pablo II junto con los otros 119 mártires chinos.
Posteriormente cedió otras porciones de territorio para la erección de:
- la prefectura apostólica de Yongzhou el 12 de mayo de 1925 mediante el breve In omnes catholici del papa Pío XI;[3]
- el vicariato apostólico de Hengzhou (hoy diócesis de Hengzhou) el 23 de julio de 1930 mediante el breve Ex hac del papa Pío XI;[4]
- la prefectura apostólica de Xiangtan el 1 de julio de 1937 mediante la bula Ad evangelicam veritatem del papa Pío XI.[5]

El 11 de abril de 1946 el vicariato apostólico fue elevado al rango de arquidiócesis metropolitana con la bula Quotidie Nos del papa Pío XII.
El Partido Comunista de China, que se impuso en la guerra civil, proclamó la República Popular China el 1 de octubre de 1949. Changsha fue capturada por los comunistas en el verano de 1949. El 4 de septiembre de 1951 China comunista expulsó al nuncio apostólico Antonio Riberi y la Santa Sede continuó reconociendo a la República de China en Taiwán como el legítimo gobierno chino. Todos los misioneros extranjeros fueron expulsados de China comunista en 1952, entre ellos el arzobispo Secondino Petronio Lacchio, el 30 de marzo.
La Asociación Patriótica Católica China fue creada con el apoyo de la Oficina de Asuntos Religiosos de la República Popular de China en 1957, con el objetivo de controlar las actividades de los católicos en China. Su nombre público es Iglesia católica china y es referida como la "Iglesia oficial" en contraposición a la "Iglesia subterránea" o "Iglesia clandestina" leal a la Santa Sede.
En el período de 1966 a 1976 la Revolución Cultural se ensañó especialmente contra la religión, destruyéndose numerosas iglesias y cesaron todas las actividades religiosas en la arquidiócesis. A principios de la década de 1980 la arquidiócesis reanudó sus operaciones.
La Asociación Patriótica Católica China redujo la arquidiócesis a diócesis de Changsha en fecha no precisada, luego, en 1991, efectuó un reordenamiento de sus límites cuando las diócesis de Changsha, Changde, Hengzhou, Yuanling y las prefecturas apostólicas de Yueyang, Yongzhou, Xiangtan, Lizhou y Baoqing fueron reordenadas en 6 diócesis: Changsha, Hengyang, Changde, Yueyang, Lixian y Yuanling. En 1999 las 6 diócesis patrióticas fueron fusionadas en una circunscripción única, la diócesis de Hunán, con sede en Changsha, sin el asentimiento de la Santa Sede.
Después de 12 años de sede vacante, durante los cuales ningún obispo, ni "clandestino" ni "oficial", gobernó la diócesis, el 25 de abril de 2012 Methodius Qu Ailin fue consagrado obispo, reconocido por las autoridades gubernamentales chinas y dotado de un mandato pontificio.
El 22 de septiembre de 2018 se firmó en Pekín el Acuerdo provisional entre la Santa Sede y la República Popular de China sobre el nombramiento de los obispos. El 22 de octubre de 2020 el acuerdo fue prorrogado por otros dos años y en octubre de 2022 por otros dos años más.
Debido a la situación particular de la Iglesia católica en China, la Santa Sede no nombra obispos para las diócesis chinas, que son sedes oficialmente vacantes incluso en presencia de obispos reconocidos por Roma.

## Estadísticas
Según el Anuario Pontificio 2002 la arquidiócesis tenía a fines de 1950 un total de 9038 fieles bautizados.
| Año                                                                             | Población            | Población | Población      | Sacerdotes | Sacerdotes    | Sacerdotes    | Bautizados por sacerdote | Diáconos permanentes | Religiosos | Religiosos | Parroquias |
| Año                                                                             | Bautizados católicos | Total     | % de católicos | Total      | Clero secular | Clero regular | Bautizados por sacerdote | Diáconos permanentes | Varones    | Mujeres    | Parroquias |
| ------------------------------------------------------------------------------- | -------------------- | --------- | -------------- | ---------- | ------------- | ------------- | ------------------------ | -------------------- | ---------- | ---------- | ---------- |
| 1950                                                                            | 9038                 | 5 000     | 0.2            | 33         | 6             | 27            | 273                      |                      |            | 36         | 11         |
| Fuente: Catholic-Hierarchy, que a su vez toma los datos del Anuario Pontificio. |                      |           |                |            |               |               |                          |                      |            |            |            |

## Episcopologio
- Miguel Navarro, O.F.M.Ref. † (8 de abril de 1856-9 de septiembre de 1877 falleció)
- Eusebio Maria Semprini, O.F.M.Ref. † (18 de septiembre de 1877-8 de enero de 1892 renunció)
- San Antonino Fantosati, O.F.M.Ref. † (11 de julio de 1892-7 de julio de 1900 falleció)
- Pellegrino Luigi Mondaini, O.F.M. † (13 de enero de 1902-11 de agosto de 1930 renunció)
  - Sede vacante (1930-1933)
- Gaudenzio Giacinto Stanchi, O.F.M. † (9 de marzo de 1933-7 de febrero de 1939 falleció)
- Secondino Petronio Lacchio, O.F.M. † (12 de enero de 1940-20 de febrero de 1976 falleció)
  - Sede vacante
  - Xiong De-lian † (26 de octubre de 1958 consagrado-1970? falleció)
  - Simon Qu Tianxi † (8 de diciembre de 1987 consagrado-2 de noviembre de 2000 falleció)
  - Methodius Qu Ailin, consagrado el 25 de abril de 2012